# Галкино (Татарстан)
 Галкино  — деревня в Бавлинском районе Татарстана. Входит в состав Потапово-Тумбарлинского сельского поселения.

## География
Находится в юго-восточной части Татарстана на расстоянии приблизительно 7 км по прямой на юг-юго-запад от районного центра города Бавлы у речки Тумбарлинка.

## История
Основана в 1930-х годах.

## Население
Постоянных жителей было: в 1938—127, в 1949 — 97, в 1958—198, в 1970—108, в 1979 — 25, в 1989 — 25, в 2002 − 64 (татары 28 %, удмурты 44 %), 43 в 2010.